# Grønholt Sogn
Grønholt Sogn var et sogn i Fredensborg Provsti (Helsingør Stift).
I 1800-tallet var Grønholt Sogn anneks til Asminderød Sogn. Begge sogne hørte til Lynge-Kronborg Herred i Frederiksborg Amt. Asminderød-Grønholt sognekommune blev ved kommunalreformen i 1970 indlemmet i Fredensborg-Humlebæk Kommune, der ved strukturreformen i 2007 indgik i Fredensborg Kommune.
I Grønholt Sogn lå Grønholt Kirke.
I sognet findes følgende autoriserede stednavne:
- Gamle Grønholt Vang (areal, ejerlav)
- Grønholt (bebyggelse, ejerlav og jernbanestation)
- Grønholt Hegn (areal, ejerlav)
- Grønholt Overdrev (bebyggelse)
- Hjortelund (bebyggelse)
- Lille Sørup (bebyggelse)
- Lønholt (bebyggelse, ejerlav)
- Olden (bebyggelse)
- Skæremølle (bebyggelse)
- Sørup (bebyggelse, ejerlav)
- Sørup Overdrev (bebyggelse)
- Tulstrup Hegn (areal)